# Dschafar Khan

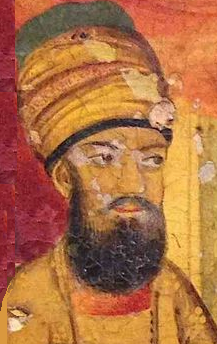
Dschafar Khan

Dschafar Khan (persisch جعفرخان زند Dschafar-Chan Zand, DMG Ǧaʿfar-Ḫān Zand; * ?; † 23. Januar 1789) war der vorletzte Schah der Zand-Dynastie. Er regierte das Land vom 18. Februar 1785 bis zum 23. Januar 1789.
Nachdem Dschafar Khans Vater, Sadiq Khan, von Ali Murad Khan gestürzt worden war, schwor er seinen Vater zu rächen. Nach nur vierjähriger Herrschaft stürzte er Ali. Dschafar Khan verteidigte das Land unzählige Male gegen Aga Mohammed Khan vom Stamm der Kadscharen. In seinem dritten Jahr als Schah von Persien wurde er vergiftet. Sein Nachfolger wurde sein Sohn Said Murad Khan Zand.